# YESorNO
 (août 2025).
Motif : Sources secondaires et autorisation très récentes, les critères WP:CAA  ne paraissent pas pouvoir être respectés.
- Archive Wikiwix
- Bing
- Cairn
- DuckDuckGo
- E. Universalis
- Gallica
- Google
- G. Books
- G. News
- G. Scholar
- Persée
- Qwant
- (zh) Baidu
- (ru) Yandex

| 1. | Préciser le motif de la pose du bandeau. | Précisez le motif de la pose du bandeau en utilisant la syntaxe suivante : {{admissibilité à vérifier\|date=août 2025\|motif=remplacez ce texte par le motif}}               |
| 2. | Informer les utilisateurs concernés.     | Pensez à avertir le créateur de l'article, par exemple, en insérant le code ci-dessous sur sa page de discussion : {{subst:avertissement admissibilité à vérifier\|YESorNO}} |

YESorNO est une entreprise française de paris sportifs en ligne, agréée par l’Autorité nationale des jeux (ANJ).

## Historique
YESorNO a été testé dès 2019 en version Alpha, avec une version Bêta lancée en 2020. 
En 2021, l’entreprise lance une offre au public de cyberjetons pour lever des fonds via l’émission de son propre token, le YON,.
Le 11 juillet 2024, la société La Différenciation Évidente, qui porte le projet, obtient un agrément de l’Autorité nationale des jeux (ANJ) pour opérer des paris sportifs en France sous le numéro 0062-PS-2024-07-11,.

## Sélection des paris
La plateforme se concentre sur des paris sportifs simples avec une réponse binaire. Les questions sont posées de manière à pouvoir y répondre par « oui » ou « non ». 
Les cotes ne sont pas fixées par l’opérateur mais calculées en fonction des mises des joueurs, dans un mode dit « mutuel » où tous jouent les uns contre les autres et où le pot est ensuite partagé entre les gagnants à l’issue de l’événement.
La plateforme propose également des paris présentés en vidéo par des créateurs et des combinés de paris textuels, ainsi qu’un mode « Battle Royale » inspiré de Squid Game.

## Communication
L’entreprise utilise activement les réseaux sociaux pour diffuser ses contenus. Elle développe des collaborations avec des influenceurs et des créateurs de contenu pour promouvoir ses formats de paris vidéo, les Yoni.
Elle lance officiellement l’application en France grâce à l’agrément de l’ANJ avec la campagne « QVCJ » en septembre 2024 et met en avant son nouveau mode de jeu « Battle Royale » en mai 2025.